# Marie Durand

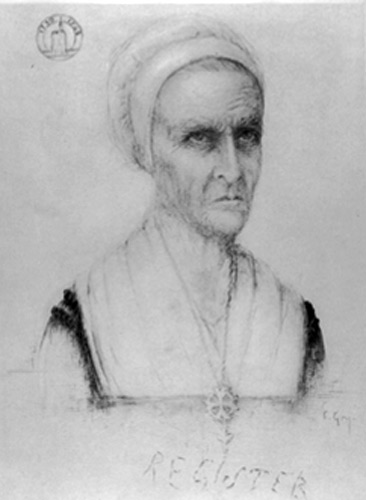
Marie Durand

Marie Durand (* 15. Juli 1711 in Le Bouchet-de-Pranles, Südfrankreich; † im Juli 1776 ebenda) war eine Hugenottin, die als 19-jährige, frisch vermählte junge Frau im seit dem 14. Jahrhundert als Gefängnis genutzten Wehrturm Tour de Constance in Aigues-Mortes zusammen mit anderen Hugenottinnen inhaftiert wurde. Das ihr zur Last gelegte Verbrechen war, dass sie dem reformierten Glauben anhing, den der französische König sowie die katholische Kirche mit härtesten Maßnahmen zu ersticken versuchten. 

## Leben
Bereits in jungen Jahren litt Marie Durand unter der Verfolgung der Reformierten in Frankreich nach der Aufhebung des Ediktes von Nantes durch Ludwig XIV. (1685). Bei einer von ihrem Vater organisierten heimlichen Versammlung der Reformierten wurde ihre Mutter, Claudine Durand, verhaftet; sie starb im Jahr 1719 im Gefängnis. Maries Vater, Etienne Durand, wurde 1729 bei einer Hausdurchsuchung verhaftet. Nach 14 Jahren Haft wurde er begnadigt und kehrte im Jahr 1743 nach Bouschet-de-Pranles zurück. Dort starb er 1749 im Alter von 92 Jahren. Marie Durands älterer Bruder, Pierre Durand (* 1700), war ein mitreißender Prediger der „Kirche in der Wüste“. Nach einem Verrat wurde er 1732 gefasst und hingerichtet.
Vom Schicksal ihres Bruders erfuhr Marie Durand im Frauengefängnis von Aigues-Mortes. Bereits im Jahr 1730 waren sie und ihr Ehemann Mathieu Serres verhaftet worden. Unter der Bedingung, Frankreich zu verlassen, wurde Serres 1750 begnadigt. Durand blieb Gefangene in der Tour de Constance, unbeugsam in ihrem Glauben. Zu Beginn ihrer Haft weigerte sie sich, ihren Bruder Pierre zu verraten. Falls dieser sich stellte, so war ihr versprochen, werde sie freigelassen. Daraufhin schrieb Durand ihrem Bruder, er solle auf keinen Fall ihretwegen sein Amt aufgeben.
Unter den menschenunwürdigen Haftbedingungen in dem Gefängnisturm war Marie Durand „Seelsorgerin“ ihrer Mitgefangenen. Sie bestärkte die bis aufs Skelett abgemagerten Frauen, am reformierten Glauben festzuhalten und nicht den Weg in die St. Ludwigskapelle anzutreten, um diesem abzuschwören. In zum Teil bis heute erhaltenen Briefen aus der Gefangenschaft an protestantische Gemeinden im In- und Ausland machte sie auf das Los der Verfolgten aufmerksam: In einem Brief an Justine Pechaire vom 21. Mai 1740 schrieb sie: „Erlauben Sie mir, Ihnen mitzuteilen, dass es mich nicht überrascht, wie schrecklich Gott die Gläubigen unserer geplagten Region die Rute spüren lässt, denn sie folgen den Anordnungen des göttlichen Meisters nicht. Er mahnt, die Gefangenen zu pflegen, und sie tun nichts dergleichen. Die Liebe ist das Grundprinzip unseres Glaubens, und sie halten sich nicht daran. Kurz, es scheint, als lebten wir in der Endzeit, denn diese göttliche Tugend ist sehr erkaltet. Die wahren Christen [gemeint sind die Reformierten] werden nicht verdammt werden, weil sie die Reinheit des Evangeliums aufgegeben haben, sie bekennen sich ja ständig zu ihr. Sie werden es aber, weil sie nicht Christus in den Gefängnissen besucht haben – in Gestalt ihrer Gemeindeglieder.“
Nach 38 Jahren Haft wurde Marie Durand im Alter von 56 Jahren aus dem Gefängnis entlassen und kehrte am 14. April 1768 zurück in ihren Heimatort. Nach ihrer Entlassung war sie „zwar körperlich gebrochen, geistig aber so stark wie immer“, wie es ein Biograph zusammenfasste. Sie lebte noch weitere acht Jahre in Freiheit, bevor sie im Alter von 65 Jahren verstarb.
Nach ihr sind die „Marie-Durand-Schule“ in Bad Karlshafen und das „Lycee agricole Marie Durand“ in Rodilhan benannt. Gertrud von le Fort setzte ihr in ihrer Erzählung Der Turm der Beständigkeit aus dem Jahr 1957 ein literarisches Denkmal.